# Матковский, Андрей Всеволодович
Андрей Всеволодович Матковский (укр. Андрій Всеволодович Матковський; род. 7 июля 1964, станция Коксу, Коксуский район Алматинской области, Казахстан) — украинский чиновник, городской голова Полтавы с 2006 по 2010 год.

## Биография
Родился в семье железнодорожника. Воспитанник Казанского военного суворовского училища (1979—1981). Учился в Ленинградском высшем военно-политическом училище противовоздушной обороны. Окончил Киевский институт народного хозяйства (1986) по специальности «Планирование народного хозяйства». В 2009 году окончил аспирантуру Межрегиональной академии управления персоналом.
В Полтаве по окончании института. С 1986 по 1988 год занимал должность старшего экономиста в управлении производственно-технической комплектации полтавского «Облагростроя».
С 1990 года активно участвует в формировании налоговых органов. Работал в Государственной налоговой инспекции в Киевском районе г. Полтавы на должностях начальника отдела, заместителя начальника управления аудита, в 1996 году назначен начальником Государственной налоговой инспекции в Октябрьском районе г. Полтавы, с 1997 года — заместитель председателя Государственной налоговой администрации в Полтавской области . С 1999 по июль 2001 года — начальник Государственной налоговой инспекции Полтавы.
С июля 2001 по май 2006 года работал на должности заместителя директора регионального управления коммерческого банка «Приватбанк» и одновременно преподает в Полтавском университете потребительской кооперации Украины.

### Депутатская деятельность
С марта 2006 года — депутат Полтавского городского совета пятого созыва от избирательного блока «Блок Юлии Тимошенко».
С 19 мая 2006 года — секретарь городского совета. Городским головой избран на внеочередных выборах Полтавского городского главы 26 ноября 2006 года (набрал 53,78 % голосов).
В 2016 году занял первое место среди самых состоятельных депутатов Полтавы.

### Научная деятельность
В мае 2010 года Андрей Матковский поступил в докторантуру Межрегиональной Академии управления персоналом (г. Киев). За время обучения подготовил докторское диссертационное исследования на соискание учёной степени доктора наук в области экономики на тему: «Оценка устойчивости коммерческих банков».
В декабре 2011 года Андрей Матковский получил степень доктора наук в области экономики.
17 июля 2014 года в ПолтНТУ состоялась защита очередной научной работы Андрея Матковского.

## Семейное положение
Женат, имеет двух сыновей. Михаила 13 лет, и Павла 32 год.
10 августа 2015 года старший сын Андрея Матковского Павел женился.

## Источник
- Биография Андрея Матковского